# Cooler Master
Cooler Master é um fabricante taiwanês de hardware para desktops em geral. Fundada em 1992, a empresa é reconhecida por ser uma marca popular de chassis de computadores, PSU, resfriadores ou coolers, entre outros acessórios  destinada aos usuários básicos até usuários entusiastas. Juntamente com o negócio de vendas de peças separadas para entusiastas, a Cooler Master também é uma fornecedora OEM para muitas grandes marcas da indústria do computador, incluindo nVIDIA (VGA cooler), AMD (cooler) e EVGA (dissipadores da placa-mãe). Nos últimos anos, a empresa expandiu agressivamente sua operação e exposição da marca em comunidades de jogos e patrocinou grandes eventos, como KODE5. Alguns produtos da Cooler Master também ganharam elogios internacionais, como o iF product design award.
A empresa sede da Cooler Master está localizada no bairro de Zhonghe, na cidade de Nova Taipei, Taiwan, e possui instalações de produção em Huizhou, China. Para apoiar a operação internacional, a empresa também tem filiais em vários continentes, incluindo EUA (Fremont, Califórnia, e Chino, Califórnia), Países Baixos (Venlo), Alemanha (Augsburg), Rússia (Moscou) e Brasil (São Paulo).